# آریل ناهولپان
آریل ناهولپان (انگلیسی: Ariel Nahuelpán؛ زادهٔ ۱۵ اکتبر ۱۹۸۷) بازیکن فوتبال اهل آرژانتین است.
از باشگاه‌هایی که در آن بازی کرده‌است می‌توان به باشگاه فوتبال پاچوکا، باشگاه ورزشی بارسلونا، باشگاه فوتبال اتلتیکو تیگره، باشگاه فوتبال کوریتیبا، باشگاه فوتبال ال‌دی‌یو کیتو، باشگاه فوتبال راسینگ سانتاندر، و باشگاه فوتبال اونیورسیداد ناسیونال اشاره کرد.